# Sea Eagle
Си Игл (англ. Sea Eagle — Морской орёл, первоначальное обозначение — P3T) — британская противокорабельная ракета средней дальности. Разработана фирмой BAe Dynamics (сейчас входит в состав концерна MBDA). Создавалась для замены ракеты AS.37 Martel и предназначена для вооружения самолётов «Бакэнир», «Си Харриер», «Торнадо» GR.1, «Ягуар» и вертолётов «Си Кинг». Состоит на вооружении ВВС Великобритании, Индии и Саудовской Аравии.

## Конструкция
Ракета имеет цилиндрический корпус с коническим носовым обтекателем и расположенным под корпусом воздухозаборником. Длина её составляет 4,14 метра, при диаметре 0,4 метра. Ракета имеет X-образное крыло в центральной части корпуса и аналогичной конфигурации оперение в хвостовой части. Её полная масса не превышает 580 кг.
Силовой установкой ракеты является лицензионный французский турбореактивный двигатель Microturbo TRI 60, тягой около 3,5 кН. Двигатели этого класса, разработанные специально для крылатых ракет и беспилотных самолётов, отличаются малым потреблением топлива, в результате чего дальность полёта ракеты составляет порядка 110 км. Маршевая скорость достигает М=0,85.
В полёте, «Sea Eagle» следует предварительно заложенному в бортовой компьютер полётному заданию, которое может подразумевать большое количество различных ситуаций. В простейшем случае, ракета летит по прямой до предполагаемого района нахождения цели, после чего начинает самостоятельный поиск и идентификацию таковой. Этот режим обычно используется при запуске ракеты с самолётов, не оснащённых бортовой РЛС. Более эффективным является режим, при котором ракета поддерживает непрерывную связь по двустороннему каналу передачи данных с самолётом-носителем, получая непрерывно обновляющиеся данные о положении и действиях цели с его радара. Бортовой компьютер каждой ракеты может быть запрограммирован на сложную схему полёта (с многократными изменениями курса), что позволяет в ракетном залпе атаковать цель с нескольких различных направлений.
С помощью радиолокационного высотомера, ракета осуществляет полёт на сверхмалой высоте, оставаясь ниже горизонта для неприятельских корабельных РЛС. Её головка самонаведения может обнаружить цель на расстоянии до 30 километров, что позволяет ракете, при необходимости, осуществить «подскок» на высоту до 100 метров для самостоятельного уточнения местонахождения цели.
В отличие от большинства аналогичных ракет, «Sea Eagle» приспособлена только для запуска с воздушного носителя. Модификация ракеты для вооружения надводных кораблей и береговых ракетных комплексов была разработана в 1984 году, но несмотря на успешные испытания, проиграла конкурс американскому «Гарпуну». От базовой версии она отличалась только введением в конструкцию стартового ускорителя.

## Тактико-технические характеристики
| ТТХ                        | Sea Eagle             |         |
| -------------------------- | --------------------- | ------- |
| Год принятия на вооружение | 1985                  |         |
| Носитель                   | самолёт               | самолёт |
| Длина, м                   | 4,14                  |         |
| Размах крыла, м            | 1,2                   |         |
| Диаметр, м                 | 0,4                   |         |
| Масса, кг                  | 600                   |         |
| Скорость полёта, число М   | 0,85                  |         |
| дальность пуска, км        | 110                   |         |
| Двигатель                  | ТРД Microturbo TRI-60 |         |
| Боевая часть (масса, кг)   | полубронебойная (230) |         |
| Система управления         | ИНС+АРЛ ГСН           |         |